# Brueil-en-Vexin
Brueil-en-Vexin is een gemeente in het Franse departement Yvelines (regio Île-de-France) en telt 532 inwoners (1999). De plaats maakt deel uit van het arrondissement Mantes-la-Jolie.

## Geografie
De oppervlakte van Brueil-en-Vexin bedraagt 7,3 km², de bevolkingsdichtheid is 72,9 inwoners per km².
De onderstaande kaart toont de ligging van Brueil-en-Vexin met de belangrijkste infrastructuur en aangrenzende gemeenten.

## Demografie
Onderstaande figuur toont het verloop van het inwonertal (bron: INSEE-tellingen).

1. ↑  Populations de référence 2022.